# William Friese-Greene
William Edward Green (Bristol, 7 de septiembre de 1855–Londres, 5 de mayo de 1921) más conocido como William Friese-Greene, fue un fotógrafo e inventor inglés. Está considerado como el padre de la cinematografía tal y como expresa su lápida en el cementerio de Highgate.[cita requerida]

## Biografía
William Edward Green nació el 7 de septiembre de 1855 en Bristol, Inglaterra en el seno de una familia obrera, concretamente el padre se dedicaba al sector de la metalurgia.
En el año 1869, con catorce años, Friese-Greene abandona la escuela para convertirse en aprendiz del fotógrafo Maurice Guttenberg. Durante su aprendizaje, este demostró un talento especial. Con el tiempo, maestro y alumno se enemistaron y para 1875 Friese-Greene ya poseía sus estudios en Bristol y Bath,The Photographic Institute. Antes de eso contrajo matrimonio el 24 de marzo de 1874 con Helena Friese, de quien adoptaría el apellido. El éxito que comenzó a tener Friese-Greene fue tal que para el año 1877 ya había abierto dos tiendas, una en Bristol y la otra en Plymouth.
Alrededor de los años 80, Friese-Greene comenzaría a adentrarse en el mundo de las imágenes en movimiento. En este mundo le introduciría J.A.R. Rudge, un inventor de Bath que se había especializado en la creación de linternas mágicas. El fotógrafo quedaría tan sorprendido ante la innovadora adaptación que Rudge había hecho de la linterna mágica, la que llamó  "Biophantic Lantern"  y que tenía la intención de generar la ilusión de movimiento a través de un proceso que llamó  "dissolving views" . Friese-Greene comenzaría a trabajar con Rudge en la mejora de este dispositivo, adaptándolo para que pudiera proyectar placas fotográficas en una sucesión de siete imágenes. El movimiento de una imagen a la otra resultaba intermitente y se veía parcialmente interrumpido. Finalmente, decidieron llamar al dispositivo "Biophantascope", y lo patentaron en 1884.
En 1885 Friese-Greene se mudaría a Londres, donde se asoció con el fotógrafo y cinematógrafo Esme Collings, con quien abrió varios comercios. Sin embargo, una disputa por los negocios terminaría con la relación entre Collings y Friese-Greene y, este último, a finales de la década de los 80, se uniría con el ingeniero londinense Mortimer Evans. Juntos, diseñaron una cámara de secuencia que utilizaba películas de papel y que tenía la capacidad de hacer cuatro o cinco fotografías por segundo. Esta cámara fue patentada en 1889, aunque no hay constancia de ninguna proyección que resultara exitosa.  En el año 1889, Friese-Greene utilizaría una cámara de secuencia estereoscópica creada por Frederick Varley para registrar imágenes del Hyde Park, pero tampoco hay pruebas de que se realizara ninguna proyección con éxito. Hay que mencionar que, por aquella época , el fotógrafo Étienne Jules Marey en Francia y Louis Le Prince en Gran Bretaña, ya habían logrado grabar secuencias de imágenes a una velocidad de hasta veinte imágenes por segundo, lo que generaba una sensación real de movimiento.
Friese-Greene seguiría experimentando con la imagen en movimiento, pero su obsesión perjudicó sus intereses económicos y en 1891 sería declarado en bancarrota, por lo que se vio obligado a vender la mayoría de su equipamiento y patentes para intentar cubrir sus deudas. Sin embargo, en 1893, patentó un nuevo dispositivo; una cámara / proyector  similar al modelo estereoscópico de Varley. Podemos encontrar un ejemplar expuesto en el Museo Nacional de Medios de Comunicación (National Media Museum) en Bradford, West Yorkshire. Por desgracia, cuando la proyección de imágenes en movimiento logró  tener alguna aplicación comercial, Friese-Grenne ya había abandonado este ámbito.
En 1896 Friese-Greene se asociaría con John Alfred Prestwich, uno de los pioneros en el desarrollo de proyectores y cámaras cinematográficas. Juntos comenzarían a desarrollar un proyector con doble objetivo que tenía la finalidad de erradicar el problema del parpadeo  (flickering)  de las imágenes en pantalla. Este no fue más allá de un mero un prototipo, el cual también está expuesto en el Museo Nacional de Medios de Comunicación National Media Museum.
Alrededor de 1898, Friese-Greene comenzaría a experimentar con la cinematografía en color. Desde su estudio de Middle Street en Brighton, trabajó en un proceso aditivo bicolor que producía la ilusión de color mediante la exposición de cada fotograma en películas ordinarias en blanco y negro a través de dos filtros de colores diferentes (rojo-naranja y azul-verde). A pesar de que esta proyección proporcionaba una verdadera ilusión de color, tenía el inconveniente de que padecía un parpadeo notable. En 1905 patentó el proceso y la llamó Biocolor. Sin embargo, pronto se vio eclipsado y sustituido por el proceso Kinemacolor, inventado por G.A.Smith. En 1913, Friese-Greene y su gestor financiero S.F.Edge iniciaron una impugnación legal por la patente, que en ese momento pertenecía al productor Charles Urban. La sentencia falló a favor de Friese-Greene, lo que provocaría la decadencia del Kinemacolor.
Friese-Greene continuaría trabajando en los procesos de color hasta su muerte en 1921. Su hijo, Claude Friese-Greene, que se convirtió en un famoso cinematógrafo, continuó desarrollando el proceso de su padre y lo utilizó en producciones como The Open Road (1926).

### Muerte
William Friese-Greene murió el 5 de mayo de 1921 mientras daba una charla en una reunión que había organizado la industria cinematográfica en Londres para discutir sobre el estado de crisis en que se encontraba en ese momento la cinematografía británica. Al poco de haber comenzado su intervención, Friese-Greene comenzó a ser incoherente y, poco después, caía muerto en su asiento. Friese-Greene fue enterrado en el cementerio de Highgate, a Londres.

## Tras su muerte
En 1951 se produjo la película de carácter biográfico  The Magic Box, dirigida por John Boulting y protagonizada por Robert dado en el papel de William Friese-Greene. La película fue proyectada por primera vez en el Festival británico  (Festival of Britain). 
Además, se situó una placa conmemorativa en Middle Street en su honor en 1957, la cual fue destapada por Michael Redgrave, uno de los actores que participaron en la película The Magic Box.  También se nombró un edificio de oficinas construido al borde de Middle Street y podemos encontrar una estatua de bronce de él a los Estudios Pinewood.
En 2006 la BBC emitió una serie de programas bajo el nombre  The Lost World of Friese-Greene que trataban principalmente el trabajo de Claude Friese-Greene y el uso que este hizo del proceso Biocolor en sus producciones.